# A-20浩劫攻擊機
A-20浩劫轟炸機（公司內命名DB-7）是一款二戰的美國攻擊機、輕型轟炸機和夜間戰鬥機。服役於同盟國空軍，主要是美國陸軍航空軍（USAAF）、蘇聯空軍（VVS）、蘇聯海軍航空兵（AVMF）及英國皇家空軍（RAF）。蘇聯部隊接收超過三分之一（2,908架）的DB-7。它也被澳洲、南非、法國和荷蘭的空軍在戰爭中使用，在戰後有巴西使用。
在大英國協空軍中，轟炸機/攻擊機型號的DB-7通常因英國軍用飛行器命名系統稱呼為波士頓，同時夜間戰鬥機和入侵機（專職破壞機場設施，攻擊正在起降的敵機）通常被稱為浩劫。有個例外是皇家澳大利亞空軍，將DB-7的所有型號都稱為波士頓。美國陸軍航空隊稱夜間戰鬥機型號作P-70。

## 設計與發展
1937年三月，由唐納德·威爾士·道格拉斯、傑克·諾斯洛普和艾德·海涅曼帶領的設計團隊產生一個將一對450匹馬力（336千瓦）普惠R-985幼黃蜂星型引擎安裝在高上單翼的輕型轟炸機提案。具估計它將以時速250英里（400公里）攜帶1000磅（454公斤）炸彈。由西班牙內戰傳回的飛機性能報告表示，這樣設計動力會嚴重不足，提案隨後被取消。

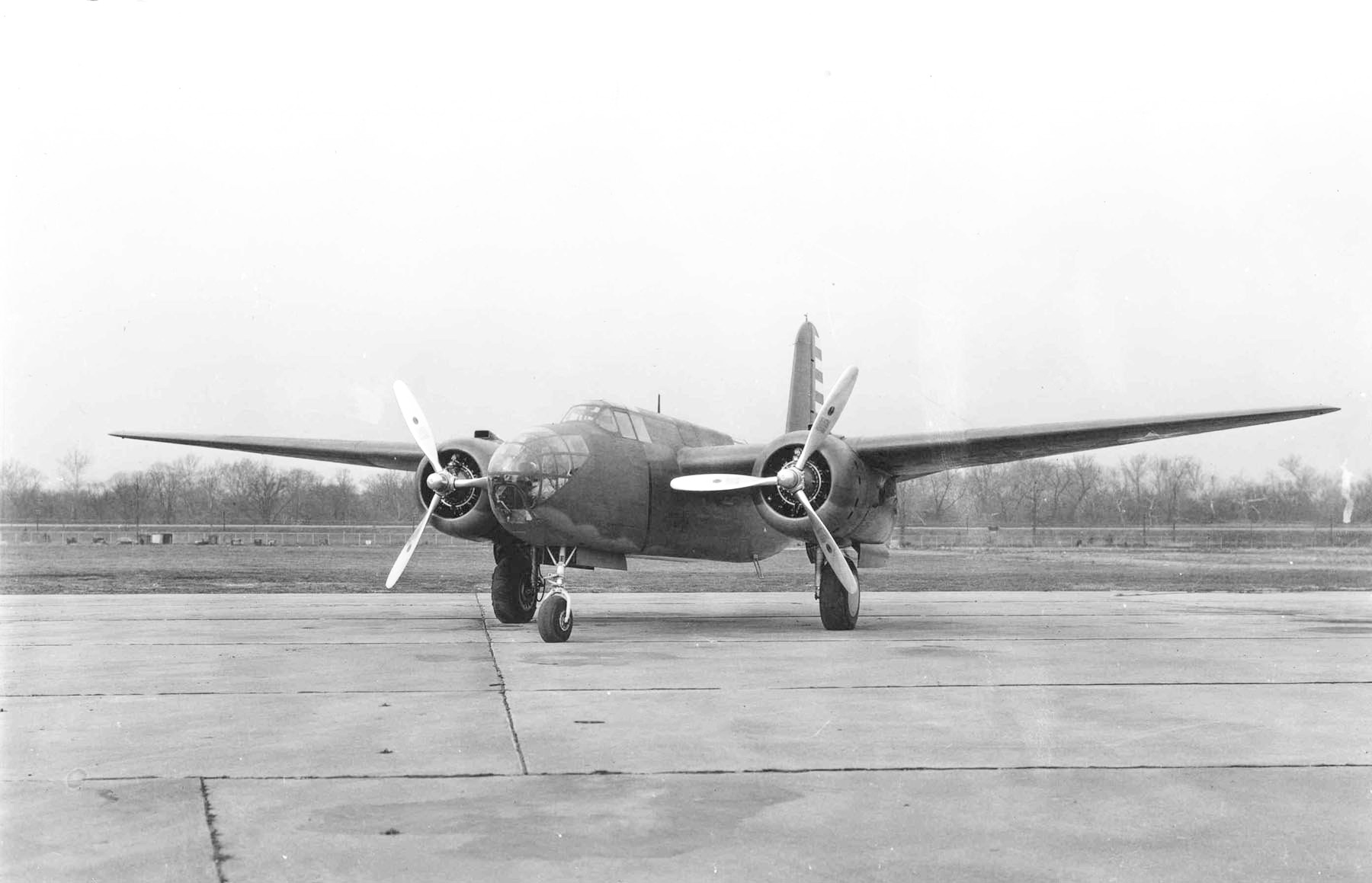
A-20A

同一年秋天，美國陸軍航空隊發布了自行規範的攻擊機需求。現由海涅曼領導的道格拉斯團隊選用7A型設計，以1100匹馬力（820千瓦）的普惠R-1830雙黃蜂引擎升級，以7B型提交。面對來自北美NA-40、斯蒂爾曼X-100和馬丁167F的競爭。7B型快速靈活，但未吸引任何美國訂單。
然而它吸引了法國的採購委員會造訪美國。1935年美國中立法禁止對任一國的軍火外銷，包含飛機，而小羅斯福總統為陸軍航空兵的修邊和重整軍備計畫發出召集。在財政部採購部門（以退休海軍軍官為首）和財政部長小亨利·摩根索的幫助下法國謹慎地參加試飛，以免引起美國孤立主義者的批評。陸軍航空兵控制著實際飛機生產，但藉由與法國、生產部與海軍航空局的協商繞過這關，由白宮主導1939年1月19日釋出與現行禁止外銷規章自相矛盾的估價單。這個秘密在1月23日被揭露，當時7B型表演單引擎飛行結果墜毀。法國人對它依然印象深刻，下了100架訂單，並在開戰時增加至270架。此訂單中的60架被比利時空軍買去。
雖然在同級機中不是最快也不是航程最長的，道格拉斯DB-7系列被歸類為堅固可靠的作戰機，憑著速度和機動性獲得良好的聲譽。在一份發給位於英國皇家空軍巴斯坎道基地的飛機與武裝實驗機構（AAEE）報告中，試飛員做出以下結論︰「沒有重大缺點，起降非常輕鬆...這家飛機表現出它設計上對於操控良好...飛行和機動都很讓人覺得很愉快」前飛行員們常認為這是他們在戰爭中最喜愛的飛機，因為它快能夠當台戰鬥機了它真正帶來的影響是它非常適應轟炸機/夜間戰鬥機的角色，且在每一個戰區都能有所表現，擅長作為一架真正的「飛行員的飛機」
當DB-7系列最後在1944年9月20日停產時，道格拉斯共建造了7098架，另有波音建造的380架。

### 法國
法國的訂單要求大量修改，衍生出DB-7(道格拉斯轟炸機Douglas Bomber 7)的修改型。它有著更深更窄的機身，1000匹馬力(746千瓦)的普惠R-1830-SC3-G雙黃蜂引擎，法國生產的機槍和採公制單位的儀表板。在交付的過程間，引擎被更換為1100匹馬力的普惠R-1830-S3C4-G。法國的編號是DB-7 B-3，B-3代表3座轟炸機(Bomber)。DB-7的零件被船運至卡薩布蘭卡組裝，在法國本土與法屬北非服役。當德軍於1940年5月10日發動法國戰役進攻法國及低地國家，64架可用的DB-7被部署去抵擋德軍推進。在停戰之前他們被疏散至北非，以免被德軍擄獲。

## 流行文化

### 電子遊戲
- 《戰爭雷霆》
- 《應徵入伍》